# سنونو مخطط صغير
السنونو المخطط الصغير (Cecropis abyssinica) هو طير كبير الحجم من فصيلة السنونو.

## معرض صور

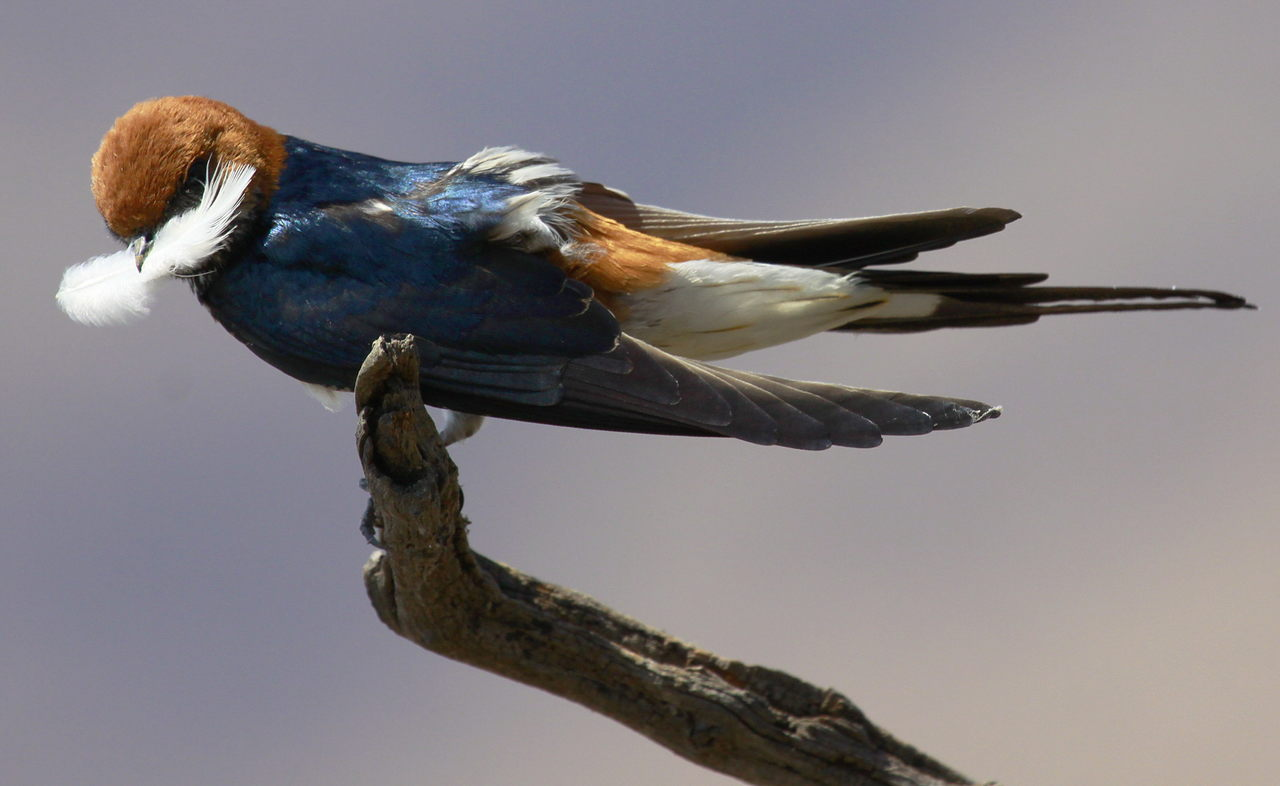
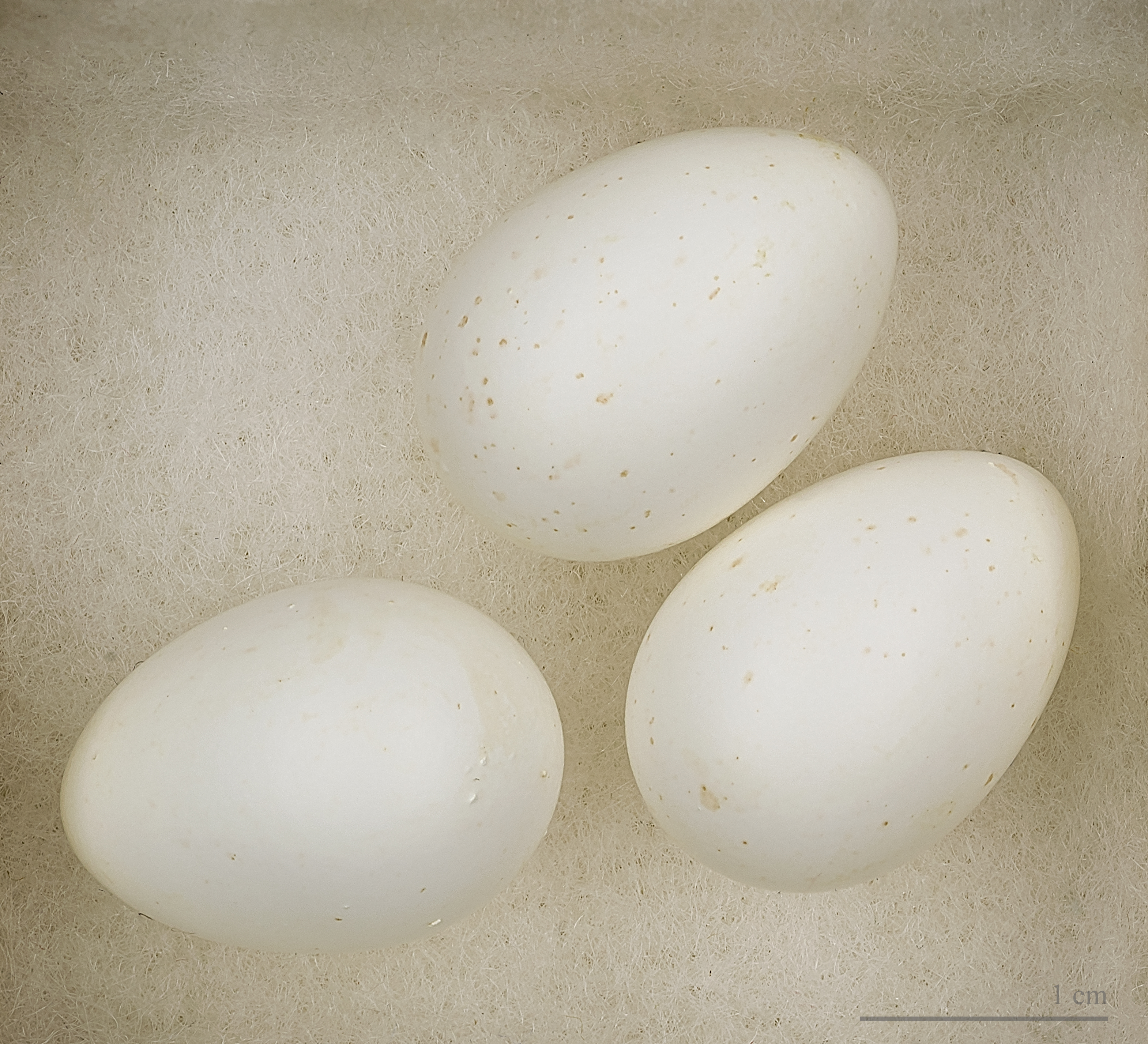
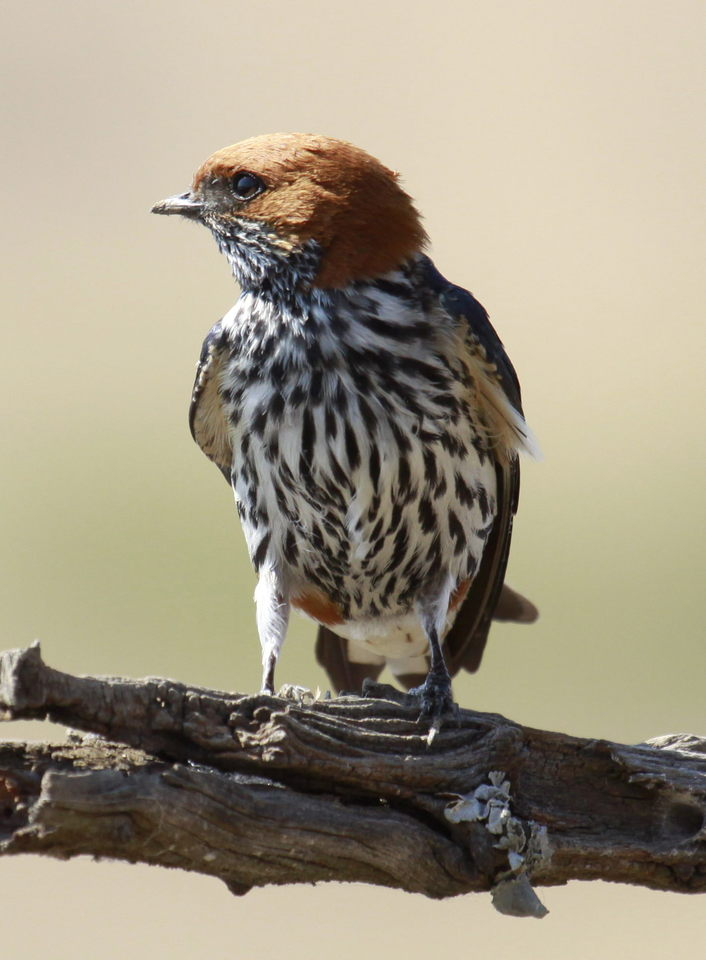
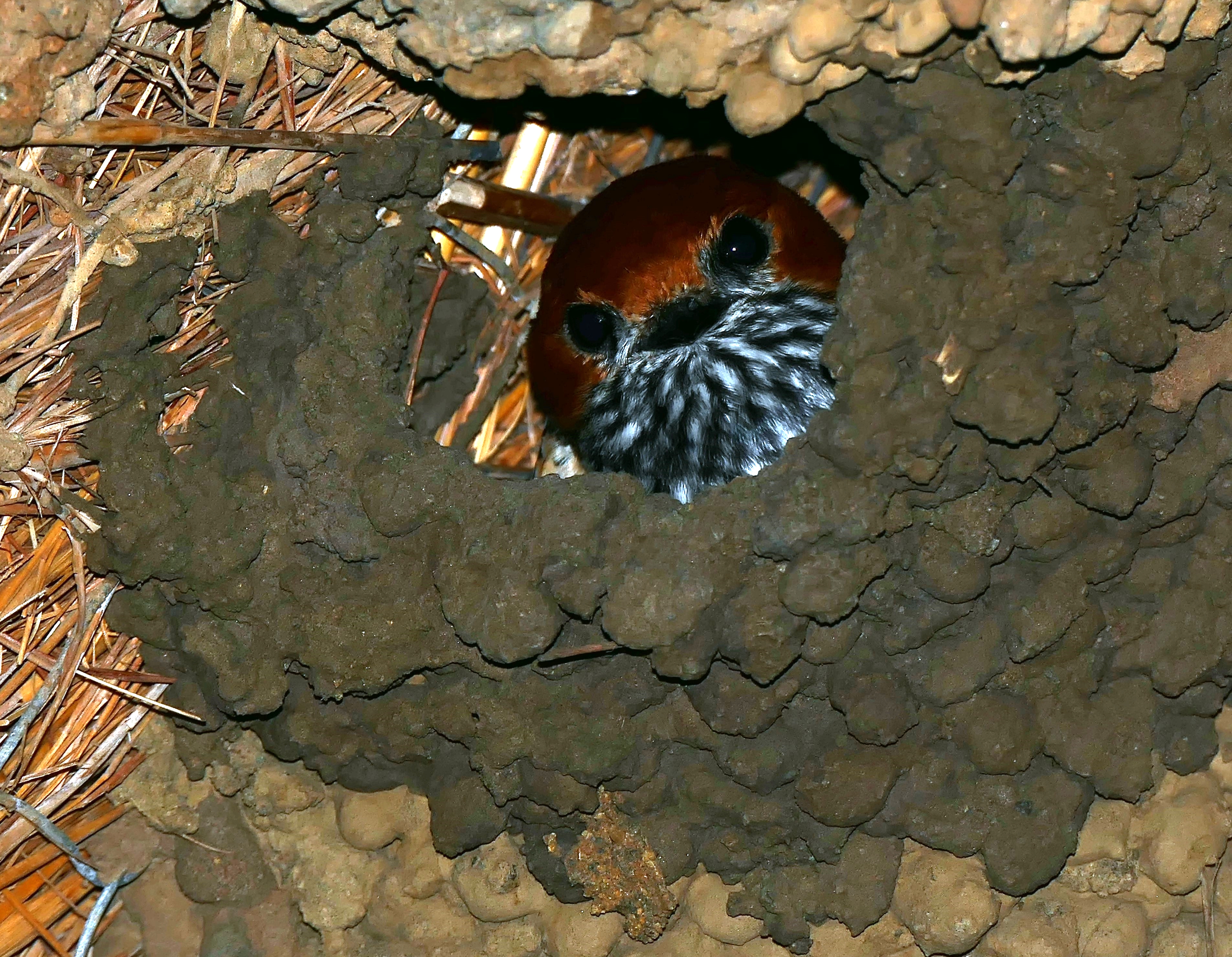